# Tim Burchett

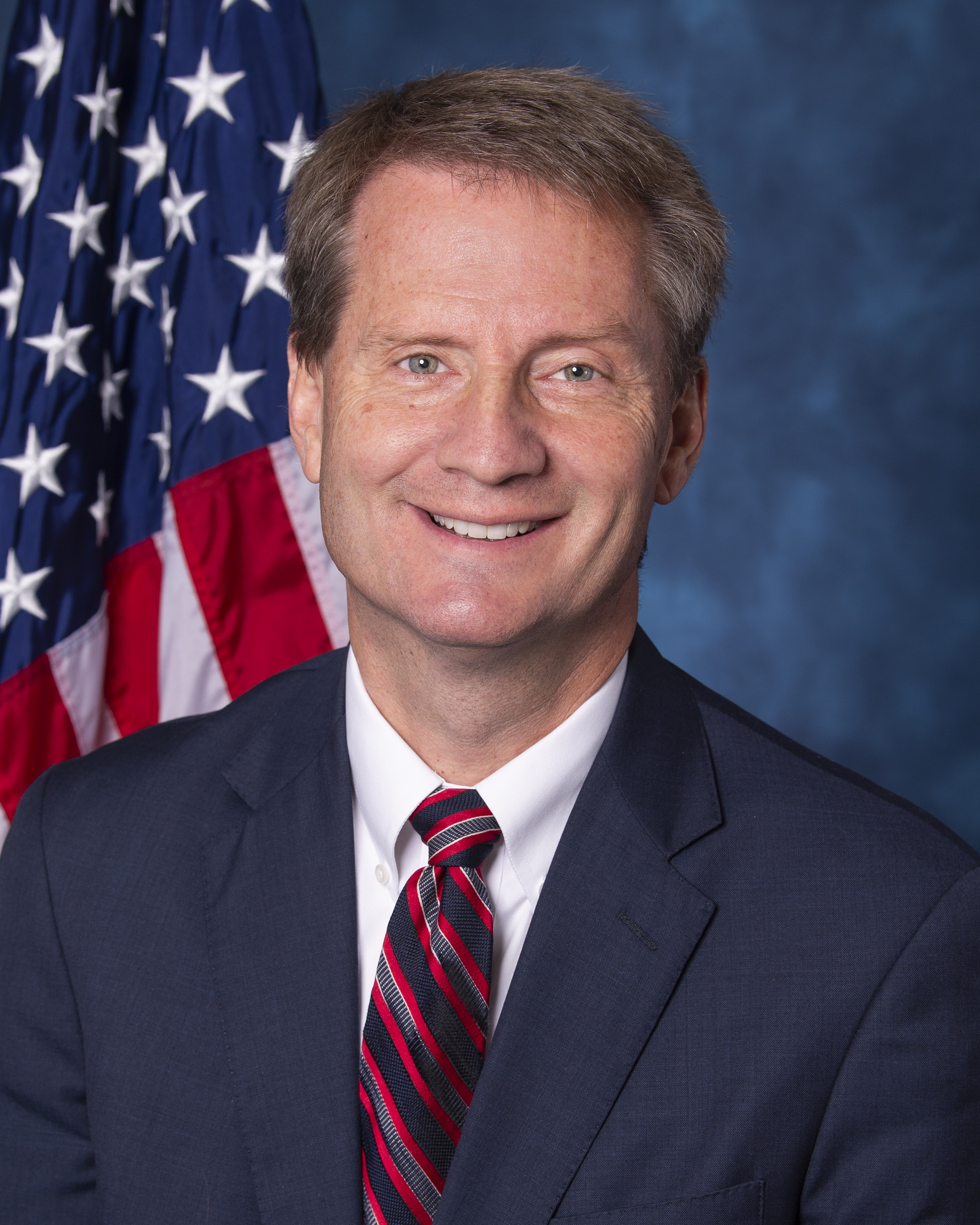
Tim Burchett (2019)

Timothy Floyd „Tim“ Burchett (* 25. August 1964 in Knoxville, Knox County, Tennessee) ist ein US-amerikanischer Politiker der Republikanischen Partei. Seit Januar 2019 vertritt er den zweiten Distrikt des Bundesstaats Tennessee im US-Repräsentantenhaus.

## Familie, Ausbildung und Beruf
Burchett wurde in Knoxville (Tennessee) geboren. Dort besuchte er die West Hills Elementary School, die Bearden Junior High School und die Bearden High School. Nach Abschluss der High School 1982 schrieb er sich an der University of Tennessee ein. Sein Studium im Fach Bildung schloss er mit einem Bachelor of Science ab. Anschließend war er in der Privatwirtschaft tätig.
Seit 2014 ist Burchett mit Kelly Kimball in zweiter Ehe verheiratet. Sie brachte drei Kinder aus erster Ehe mit. Das Paar hat keine gemeinsamen Kinder.

## Politische Laufbahn

### Lokale und Regionale Ebene
1994 kandidierte Burchett erfolgreich für einen Sitz im Repräsentantenhaus von Tennessee, wofür er zweimal wiedergewählt wurde. 1998 bewarb er sich um einen Sitz im Senat von Tennessee und wechselte nach erfolgreicher Wahl 1999 vom Repräsentantenhaus in den Senat. Auch dort wurde er zweimal wiedergewählt, sodass er bis 2010 Mitglied des Senats blieb.
2010 kandidierte er für das Amt des Bürgermeisters von Knox County. Er setzte sich in der republikanischen Vorwahl gegen den Sheriff Tim Hutchison durch und gewann auch die Hauptwahl gegen den Demokraten Ezra Maize. Am 1. September 2010 wurde er vereidigt, am 1. September 2018 schied er aufgrund von Amtszeitbeschränkungen aus dem Amt. Sein Nachfolger wurde Glenn Jacobs.

### US-Repräsentantenhaus
Nachdem Jimmy Duncan angekündigt hatte, bei der Wahl zum Repräsentantenhaus der Vereinigten Staaten 2018 nicht erneut für den Sitz des zweiten Kongresswahlbezirks von Tennessee anzutreten, erklärte Burchett im Juli 2017 seine Kandidatur. Bei den Vorwahlen setzte er sich mit 48,2 % gegen sechs Mitbewerber durch. Die Hauptwahl gewann er mit 65,9 % der abgegebenen Stimmen gegen die Demokratin Renee Hoyos. Burchetts Sieg war nicht überraschend, da der zweite Kongresswahlbezirk von Tennessee zu den am stärksten den Republikanern zugeneigten Bezirken in den gesamten Vereinigten Staaten zählt. Zudem stellen die Republikaner seit 1866 ohne Unterbrechung den Abgeordneten in diesem Distrikt. Seit dem 3. Januar 2019 vertritt er diesen Bezirk nunmehr. 2020 gewann er mit 67,6 % gegen die Vertreterin der Demokraten, Renee Hoyos, und den unabhängigen Kandidaten Matthew Campbell.
Die Primary (Vorwahl) seiner Partei für die Wahlen 2022 am 4. August gewann er ohne Gegenkandidaten. Er trat am 8. November 2022 gegen Mark Harmon von der Demokratischen Partei an. Er konnte die Wahl mit 67,9 % der Stimmen für sich entscheiden und war dadurch im Repräsentantenhaus des 118. Kongresses vertreten. Bei der Vorwahl zur folgenden 
Kongresswahl 2024 hatte Burchett keinen Herausforderer und setzte sich in der Hauptwahl mit 69,3 % gegen die Demokratin Jane George durch. Seine aktuelle Legislaturperiode im Repräsentantenhaus des 119. Kongresses dauert noch bis zum 3. Januar 2027.

#### Ausschüsse
Burchett ist aktuell Mitglied in folgenden Ausschüssen des Repräsentantenhauses:
- Committee on Foreign Affairs
  - Middle East, North Africa, and Global Counterterrorism
  - Oversight and Accountability
- Committee on Oversight and Accountability
  - Cybersecurity, Information Technology, and Government Innovation
  - Government Operations and the Federal Workforce
- Committee on Transportation and Infrastructure
  - Aviation
  - Highways and Transit
  - Railroads, Pipelines, and Hazardous Materials

### Kontroversen
Burchett gehörte zu den Mitgliedern des Repräsentantenhauses, die bei der Auszählung der Wahlmännerstimmen bei der Präsidentschaftswahl 2020 für die Anfechtung des Wahlergebnis stimmten. Präsident Trump hatte wiederholt propagiert, dass es umfangreichen Wahlbetrug gegeben hätte, so dass er sich als Sieger der Wahl sah. Für diese Behauptungen wurden keinerlei glaubhafte Beweise eingebracht. Der Supreme Court wies eine entsprechende Klage mit großer Mehrheit ab, wobei sich auch alle drei von Trump nominierten Richter gegen die Klage stellten.
Am 3. Oktober 2023 war Burchett einer der acht republikanischen Abgeordneten, die für die Abwahl des republikanischen Sprechers des Repräsentantenhauses Kevin McCarthy stimmten.